# Бранислав Митић
Бранислав Митић (Београд, 16. фебруар 1942 — Београд, 17. јануар 2014) био је српски и југословенски сценариста и режисер.

## Биографија
Рођен је у учитељској породици, родитељи Зденка и Мита Митић. На ФДУ (тада Академија за позориште, филм, радио и телевизију) одсек режије примио га др. Хуго Клајн пред ким је бранио после седмог семестра свој дипломски рад, група ТВ режије. Завршио 1968. године ФДУ. Дипломирао емисијом „На црним меридијанима“, по сопственом сценарију, на ТВ Београд. Исте године засновао радни однос са Радио-телевизијом Сарајево те учествовао у стварању ТВ Сарајево где је остао наредних девет година.
Асистирао је у Југословенском Драмском Позоришту редитељу Мирославу Беловићу на представи «Хваркиња» као и у Београдском Драмском Позоришту редитељу Александру Огњановићу у представама „Црвена Коњица“ и „Непријатељ народа“ и у Шапцу у представи „Кир Јања“. У Шапцу самостално поставио представу «Две кристалне чаше». Играо у представама „Спровод“ - Атеље 212, „Богојављенска Ноћ“, „Тугованка за господином Чарлијем“, „Црвена коњица“, „Непријатељ народа“ Савремено позориште итд. На трећем програму(тада експерименталном) Радио Београда премијерно изведена радио драма „Живот животиња“ по Брему, чији је аутор. Ова драма је изведена још пет пута на разним југословенским радио станицама и уврштена у ЕБУ библиотеку радиодрамских текстова. На Радио Сарајеву објавио низ есеја (поред пута) као и текстове за децу „Приче настале због једног Владе.
Сарађивао са КУД „Огњен Прица“ у Високом где је са успехом поставио неколико представа, а у Народном Позоришту у Сарајеву поставио Фејдоов водвиљ „Оскар је крив за све“. Као косценариста и редитељ реализовао три емисије о праисторијским културама на Балкану.
Почео први у ТВ Сарајеву да се бави адаптацијом и снимањем позоришних представа и међу њима снимио и „Мајку Храброст“ Бањалучког Позоришта. Био један од твораца чувеног дечјег квиза «Пет плус» и одважио се да узме као водитеља девојчицу од 7 година (Бранкица Спасојевић). Снимио тв драму «Увело лишће» (М. Жалица) Дао неколико запажених радова из области естетике медија те позван на постдипломске студије на Факултету политичких наука на одсеку социологије, група медији.
Магистрирао је 1987. године са темом «Положај и развој телевизије у зависности од структуралних промена друштва» под менторством др. Зорана Видаковића. Није престајао да се бави експериментима на радију и снима експериметалну документарну драму по тексту М. Андрића „Море“, високо оцењену од домаће и стране критике. 1977. године прелази у ТВ Нови Сад, где остаје пуних 16 година. Поред обиља емисија које је радио, снимио запажене и на међународним фестивалима уврштаване у врх, дечје игране серије «Размишљанка – измишљанка» (М Настасијевић), «Ми смо смешна породица» (Р. Обреновић) «Тата викенд и мама викендица», (Р. Обреновић), тв драме «Учитељ четвртог разреда» (В. Петровић) као и копродукцију са студијом у Печују односно Мађарском ТВ, драму «Преполовљени» (П. Степановић – драматизација Д. Бошковић и Б. Митић), играну серију кратке форме (15 мин) «О спорту је реч» чији је и аутор сценарија. За телевизију Београд снима ауторски пројекат дечју тв драму «О љубави је реч» репризирану више пута.
Прелази у ТВ Београд 1993. године у редакцију директних преноса као уредник и редитељ, а убрзо почиње и да води ту редакцију. Оживљава снимање позоришних представа и сам снима преко 40 представа у позориштима широм Србије, а последњих година ради и адаптације и снимања најуспешнијих представа позоришта Србије. Од 2000. године ради као главни редитељ у Културнозабавном програму ТВ Београд. Остварује сарадњу са низом позоришта као и низом КУД-ова и поставља више сценских поставки при различитим прославама од «Радовањског Луга» где поставља представу «Карађорђе диже рају на Султана» коју и снима за тв, «Такова» до «Вуковог Сабора» итд. Поново оживљава своју сарадњу са КУД «Бранко Крсмановић» од кога добија и плакету „Мата Милошевић“. Поставља у слободној продукцији драму Пере Зупца „Вратио се Николетина“ са глумачким ансамблом : Љиља Стјепановић, Свјетлана Кнежевић, Мића Милованов, Србољуб Милин и Мирко Тодоровић.
Од 2000. године је и члан Удружења драмских писаца Србије. Пише три драмска текста „Јелена Анжујска“, „Огледи из зоологије“ и „Милутин“. У августу месецу 2005. године одлази у старосну пензију за коју испуњава услов (63 године живота). И даље остаје активан и као писац и као редитељ.
Умро је у Београду, 17. јануара 2014. године, у седамдесет другој години.

## Филмографија

### Редитељ
|           | 1970 | 1980 | 1990 | 2000 | Укупно |
| --------- | ---- | ---- | ---- | ---- | ------ |
| ТВ филм   | 1    | 3    | 1    | 1    | 6      |
| ТВ серија | 1    | 1    | 0    | 0    | 2      |
| Укупно    | 2    | 4    | 1    | 1    | 8      |

| Год.     | Назив                                 | Улога \|- style="background: Lavender; text-align:center; " | 1970.-те_ | 1970.-те_ | 1970.-те_ | 1970.-те_ |
| 1972.    | Мртво лишће (ТВ филм)                 | /                                                           |           |           |           |           |
| 1978.    | Размишљанка - измишљанка (ТВ серија)  | /                                                           |           |           |           |           |
| 1980.-те |                                       |                                                             |           |           |           |           |
| 1981.    | Ми смо смешна породица (ТВ серија)    | /                                                           |           |           |           |           |
| 1981.    | Седам минус седам (ТВ филм)           | /                                                           |           |           |           |           |
| 1985.    | Наш учитељ четвртог разреда (ТВ филм) | /                                                           |           |           |           |           |
| 1987.    | Преполовљени                          | /                                                           |           |           |           |           |
| 1990.-те |                                       |                                                             |           |           |           |           |
| 1997.    | Гардеробер                            | /                                                           |           |           |           |           |
| 2000.-те |                                       |                                                             |           |           |           |           |
| 2004.    | Цветови зла                           | /                                                           |           |           |           |           |

### Сценариста
| Год.  | Назив       | Улога \|- style="background: Lavender; text-align:center; " | 2000.-те_ | 2000.-те_ | 2000.-те_ | 2000.-те_ |
| 2004. | Цветови зла | /                                                           |           |           |           |           |